# Strange Beautiful Music
Strange Beautiful Music – album studyjny amerykańskiego gitarzysty Joe Satrianiego. Wydawnictwo ukazało się 25 czerwca 2002 roku nakładem wytwórni muzycznej Epic Records. Płyta dotarła do 140. miejsca listy Billboard 200 w Stanach Zjednoczonych.  
Pochodząca z płyty kompozycja „Starry Night” była nominowana do nagrody Grammy w kategorii Best Rock Instrumental Performance.

## Lista utworów
Opracowano na podstawie materiału źródłowego.
Muzyka: Joe Satriani (utwory 1-5, 7-14), Ann Farina (utwór 6).
1. „Oriental Melody” – 3:53
2. „Belly Dancer” – 5:00
3. „Starry Night” – 3:53
4. „Chords of Life” – 4:12
5. „Mind Storm” – 4:10
6. „Sleep Walk” – 2:42
7. „New Last Jam” – 4:16
8. „Mountain Song” – 3:28
9. „What Breaks a Heart” – 5:17
10. „Seven String” – 4:00
11. „Hill Groove” – 4:07
12. „The Journey” – 4:07
13. „The Traveler” – 5:36
14. „You Saved My Life” – 5:02

## Twórcy
Opracowano na podstawie materiału źródłowego.
- Joe Satriani – produkcja muzyczna, realizacja dźwięku, miksowanie, gitara elektryczna, gitara akustyczna, banjo, sitar, instrumenty klawiszowe
- Matt Bissonette – gitara basowa
- Jeff Campitelli – perkusja
- Pia Vai – harfa (utwór 4)
- Robert Fripp – frippertronics (utwór 6)
- Eric Cadieux – instrumenty klawiszowe, produkcja muzyczna, edycja
- Justin Phelps – inżynieria dźwięku, edycja
- John Cuniberti – instrumenty perkusyjne, realizacja dźwięku, inżynieria dźwięku, produkcja muzyczna, miksowanie
- Bernie Grundman – mastering

## Listy sprzedaży
| Lista               | Kraj              | Pozycja |
| ------------------- | ----------------- | ------- |
| Billboard 200       | Stany Zjednoczone | 140     |
| MegaCharts          | Holandia          | 84      |
| SNEP                | Francja           | 38      |
| Schweizer Hitparade | Szwajcaria        | 78      |